# Nynäshamns kommun
Nynäshamns kommun är en kommun i Stockholms län, längst söderut på halvön Södertörn. Centralort är Nynäshamn.
Majoriteten av kommunen utgörs av skogsmark, men med inslag av större jordbruksområden. Dessutom finns en örik skärgård. Det lokala näringslivet dominerades i början av 2020-talet av kunskapsintensiv industri. 
Sedan kommunen bildades 1971 har folkmängden stadigt ökat. Området hade en lång tradition av socialdemokratiskt styre som bröts efter valet 2018. Mandatperioden 2022–2026 styrs kommunen av Alliansen.

## Administrativ historik
Kommunens område motsvarar socknarna: Sorunda, Torö och Ösmo. I dessa socknar bildades vid kommunreformen 1862 landskommuner med motsvarande namn. 
Köpingskommunen Nynäshamns köping bildades 1911 genom en utbrytning ur Ösmo landskommun. Köpingen ombildades 1946 till Nynäshamns stad.
Vid kommunreformen 1952 införlivades Torö landskommun i Ösmo landskommun.
Nynäshamns kommun bildades vid kommunreformen 1971 genom en ombildning av Nynäshamns stad. 1974 införlivades Sorunda och Ösmo kommuner. 
Kommunen ingick från bildandet till 1974 i Svartlösa domsaga, därefter till 2007 i Handens domsaga och kommunen ingår sedan 2007 i Södertörns domsaga.

## Geografi
Nynäshamns kommun är belägen i östra delen av landskapet Södermanland med Stockholms södra skärgård i öster. Östersjön omsluter kommunen i öster (Horsfjärden, Mälbyfjärden, Mysingen och Gårdsfjärden), söder (Konabbsfjärden) och sydväst (Svärdsfjärden och Himmerfjärden). Kommunen gränsar i nordost till Haninge kommun och i nordväst till Botkyrka kommun i Stockholms län. Vidare finns maritima gränser till Södertälje kommun, också i Stockholms län, i väster samt till Trosa kommun och Nyköpings kommun i Södermanlands län i sydväst.

### Topografi och hydrografi
Kustkommunen Nynäshamn har en örik skärgård. Dess berggrund domineras av uppspruckna gnejser och gnejsgraniter och höjderna är kala eller täckta med ett tunt moräntäcke och bevuxna med tall- eller granskog. Sprickdalarna är som kontrast fyllda med bördig lera. Mot kusten övergår landskapet till vikar och fjärdar med branta stränder. Vid Sorunda, Västra Styran och inom delar av Lisö finns större uppodlade områden medan större isälvsavlagringar finns på södra Torö samt mellan Sorunda och Fagersjö.
Fyren Landsort ligger på Öja, den sydligaste ön i Stockholms skärgård och i Nynäshamns kommun. Utanför Landsort finns också Landsortsdjupet som är Östersjöns och Sveriges största djup. Det finns många fjärdar i kommunen, de största är Himmerfjärden på västsidan och Mysingen på ostsidan. 

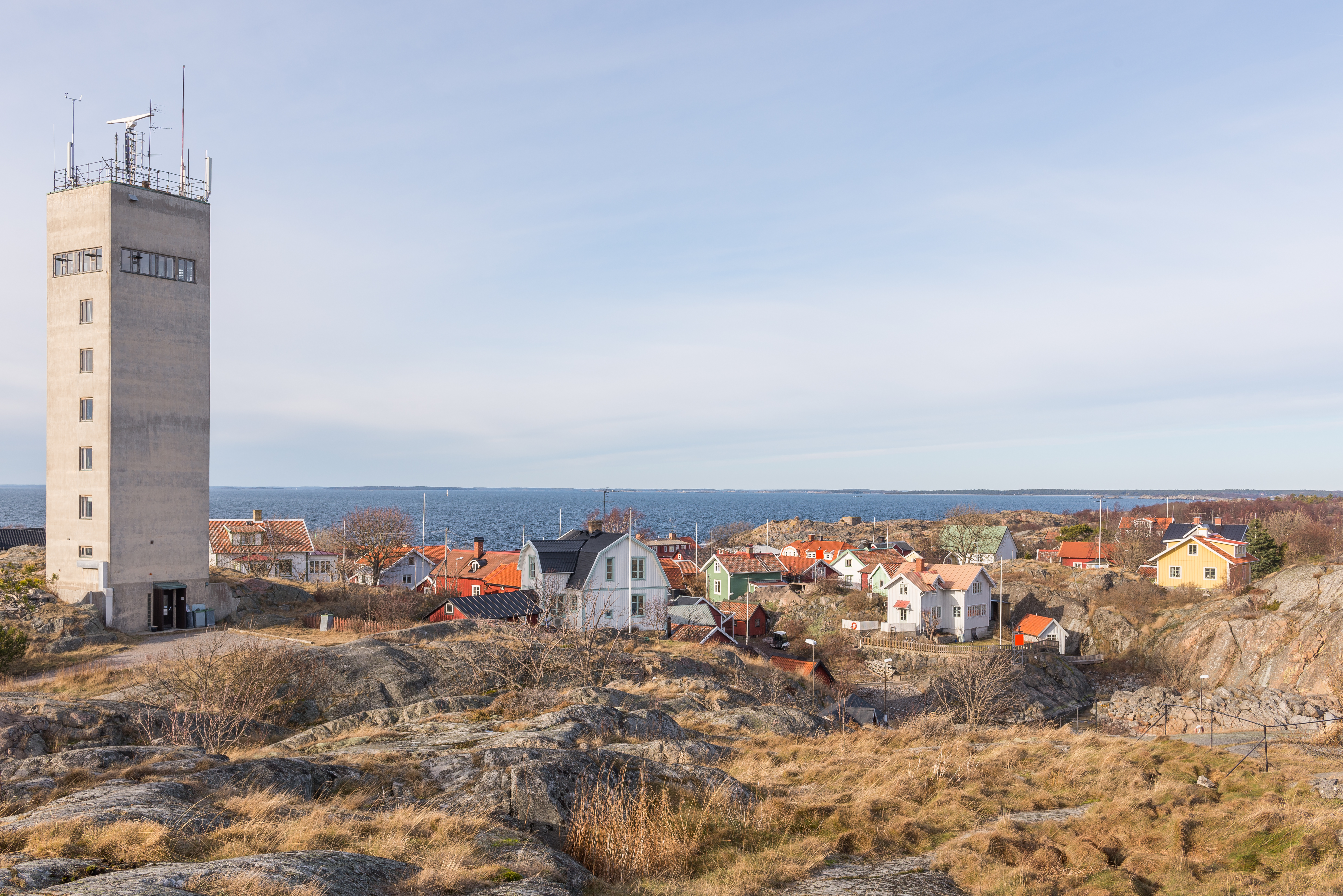
Bebyggelse på Öja (Landsort).

Bland kommunens större öar hittas: Torö, Herrön, Järflotta, Yxlö, Öja och Bedarö.
Nedan presenteras andelen av den totala ytan 2020 i kommunen jämfört med riket.
|  | Bebyggelse (9,3 %) |

|  | Skog (59,4 %) |

|  | Öppen myrmark (1,5 %) |

|  | Jordbruksmark (15,4 %) |

|  | Övrig mark (14,3 %) |

|  | Bebyggelse (3,1 %) |

|  | Skog (68,0 %) |

|  | Öppen myrmark (7,2 %) |

|  | Jordbruksmark (7,4 %) |

|  | Övrig mark (14,3 %) |

### Naturskydd
År 2018 fanns 10 naturreservat i Nynäshamns kommun. Ytterligare ett naturreservat planeras för år 2023.[uppföljning saknas] Det rör sig om det nedlagda kalkbrottet vid före detta Stora Vika cementfabrik och dess närmaste omgivning. År 2019 var sju procent av kommunens totala yta (8,6 procent av landytan) skyddad genom naturreservat, naturvårdsområden och skogliga biotopskyddsområden. Totalt rörde det sig om 3 083 hektar skyddad natur.

### Administrativ indelning
Fram till 2016 var kommunen för befolkningsrapportering indelad i (med invånar- och medlemsantal 2014-12-31 inom parentes)
- Nynäshamns församling (14 140, varav 8 985 kyrkomedlemmar)
- Sorunda församling (5 664, varav 4 215 kyrkomedlemmar)
- Ösmo-Torö församling (7 237, varav 4 769 kyrkomedlemmar)

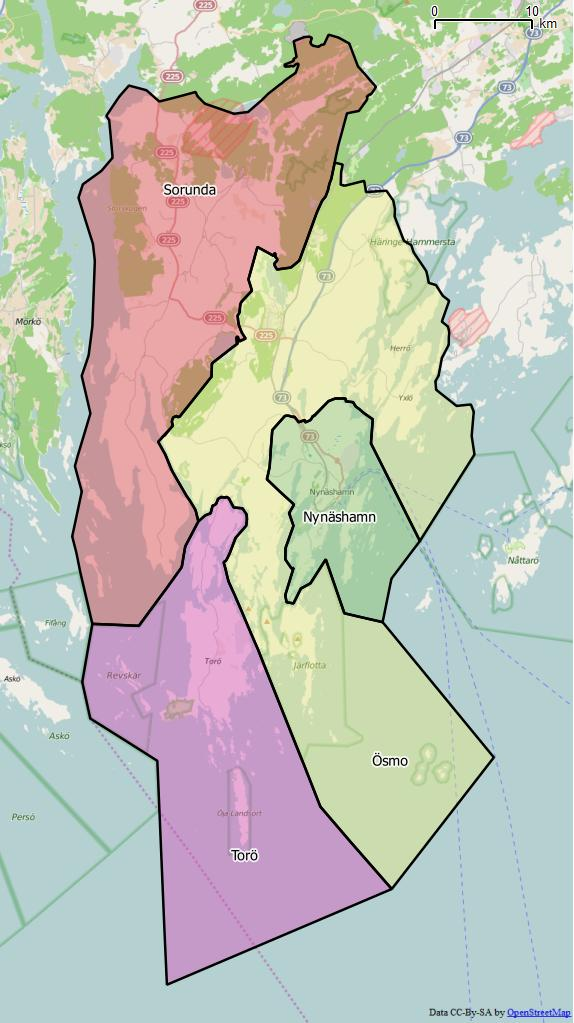
Distrikt inom Nynäshamns kommun

Sedan 2016 indelas kommunen istället i fyra distrikt (med invånarantal 2022-12-31 inom parentes):
- Nynäshamn (16 250)
- Sorunda (6 052)
- Torö (611)
- Ösmo (7 067)

### Tätorter
- Nynäshamn
- Ösmo
- Sorunda
- Stora Vika
- Grödby
- Landfjärden
- Lidatorp och Klövsta
- Segersäng
- Svärdsö

## Styre och politik

### Styre
Nynäshamn har en lång tradition av socialdemokratiskt styre. De tog ursprungligen makten i området när allmänna rösträtten infördes 1918 och traditionen höll i sig även efter att kommunen bildades 1971. År 2006 släpptes Folkpartiet in till makten i samarbete med Socialdemokraterna. Samarbetet med Folkpartiet fortsatte även mandatperioden 2010–2014. Koalitionen samlade då 18 av 41 mandat i kommunfullmäktige. Efter valet 2014 inkluderades även Miljöpartiet i koalitionen. Dessutom gjordes en valteknisk samverkan med Vänsterpartiet och Pensionärspartiet som innebar att de var "överens om hur platserna ska fördelas och om delar av politiken samt att de inte ska bidra till att fälla den styrande koalitionens budget". En liknande uppgörelse gjordes med Sorundanet Nynäshamns kommunparti och Pensionärspartiet när Alliansen kom till makten efter valet 2018.
Alliansen fortsatte styra även efter valet 2022, denna gång med stöd av Sverigedemokraterna.

### Kommunfullmäktige

#### Presidium
| Presidium 2022–2026    | Presidium 2022–2026 | Presidium 2022–2026  |
| ---------------------- | ------------------- | -------------------- |
| Ordförande             | M                   | Fredrik Sönnergren   |
| Förste vice ordförande | S                   | Janice Boije Junerud |
| Andre vice ordförande  | SD                  | Björn Larsson        |

#### Mandatfördelning 1970–2022
| 2 | 18 | 3 | 5 | 2 |

| 24 | 6 |

| 3 | 23 | 11 | 4 | 4 |

| 36 | 9 |

| 3 | 23 | 10 | 5 | 4 |

| 32 | 13 |

| 4 | 22 |  | 8 | 4 | 6 |

| 31 | 14 |

| 3 | 25 | 2 | 5 | 2 | 8 |

| 31 | 14 |

| 4 | 20 | 6 | 3 | 4 | 8 |

| 29 | 16 |

| 4 | 19 | 6 | 4 | 4 |  | 7 |

| 28 | 17 |

| 3 | 17 | 3 | 3 |  | 3 | 3 |  | 11 |

| 26 | 19 |

| 3 | 21 | 4 |  | 3 | 2 |  | 10 |

| 26 | 19 |

| 5 | 16 | 3 |  | 3 | 2 | 3 | 12 |

| 26 | 19 |

| 4 | 18 | 2 |  | 2 | 2 | 5 | 3 | 8 |

| 23 | 22 |

| 2 | 17 | 2 |  | 2 |  | 2 | 2 | 2 | 10 |

| 21 | 20 |

| 2 | 15 | 2 | 2 |  | 2 |  | 3 |  | 12 |

| 21 | 20 |

| 3 | 11 | 3 | 4 |  | 3 | 2 | 3 |  | 10 |

| 23 | 18 |

| 2 | 10 | 2 | 6 |  | 4 | 2 | 2 | 2 | 10 |

| 22 | 19 |

| 2 | 12 | 2 | 7 |  | 2 | 2 | 2 | 2 | 9 |

| 22 | 19 |

### Nämnder

#### Kommunstyrelse
| Presidium 2022–2026   | Presidium 2022–2026 | Presidium 2022–2026 |
| --------------------- | ------------------- | ------------------- |
| Ordförande            | M                   | Marcus Svinhufvud   |
| Vice ordförande       | L                   | Mikael Persson      |
| Andre vice ordförande | S                   | Patrik Isestad      |

Totalt har kommunstyrelsen elva ledamöter, varav Socialdemokraterna har tre och Moderaterna, Centerpartiet, Liberalerna, Kristdemokraterna, Vänsterpartiet, Sorundanet och Sverigedemokraterna har en ledamot vardera. SD hade ursprungligen två ledamöter, men en av dem, Rebecca Ädel, lämnade partiet och blev politisk vilde.

#### Övriga nämnder
| Nämnd                                  | Ordförande | Ordförande           | Vice ordförande | Vice ordförande           | Andre vice ordförande | Andre vice ordförande |
| -------------------------------------- | ---------- | -------------------- | --------------- | ------------------------- | --------------------- | --------------------- |
| Barn- och utbildningsnämnden           | L          | Mikael Persson       | M               | Lena Poolsaar             | S                     | Gill Lagerberg        |
| Krisledningsnämnden                    | M          | Marcus Svinhufvud    | L               | Mikael Persson            | S                     | Patrik Isestad        |
| Kultur- och fritidsnämnden             | M          | Jimmy Norell         | C               | Patrik Appelkvist Larsson | S                     | Petra Zallin          |
| Näringslivs- och arbetsmarknadsnämnden | KD         | Antonella Pirrone    | M               | Satu Goldbech             | S                     | Ola Hägg              |
| Samhällsbyggnadsnämnden                | C          | Maria Gard Günster   | M               | Håkan Svanberg            | S                     | Göran Bergander       |
| Socialnämnden                          | M          | Christina Sönnergren | KD              | Bengt-Göran Pettersson    | S                     | Roland Junerud        |
| Valnämnden                             | M          | Åke Jonsson          | S               | Johan Forsman             |                       |                       |

Källa:

### Vänorter
Nynäshamns kommun har följande vänorter:
- Liepaja kommun i Lettland
- Lillesands kommun i Norge
- Kalundborgs kommun i Danmark
- Kimitoöns kommun i Finland

## Ekonomi och infrastruktur

### Näringsliv
I början av 2020-talet dominerades det lokala näringslivet av  kunskapsintensiv industri med företag som Nynäs Petroleum AB  och Statoil Fuel & Retail Lubricant. Den största arbetsgivaren var dock kommunen själv.
Det finns ett antal bolag som ägs helt eller delvis av Nynäshamns kommun. AB Nynäshamnsbostäder som grundades 1995 äger och förvaltar lägenheter och lokaler i kommunen. Nynäshamns Exploatering AB och Nynäshamns Mark AB  (ägt till 50% av kommunen) ansvarar för mark och etablering av företag. Turist Nynäs AB är kommunens turistbyrå. Nynäshamn Energi startades som ett privat elverk 1909. Bolaget blev kommunalt 1963 men från 1999 ingår det i Lunds Energikoncernen.

### Infrastruktur

#### Transporter

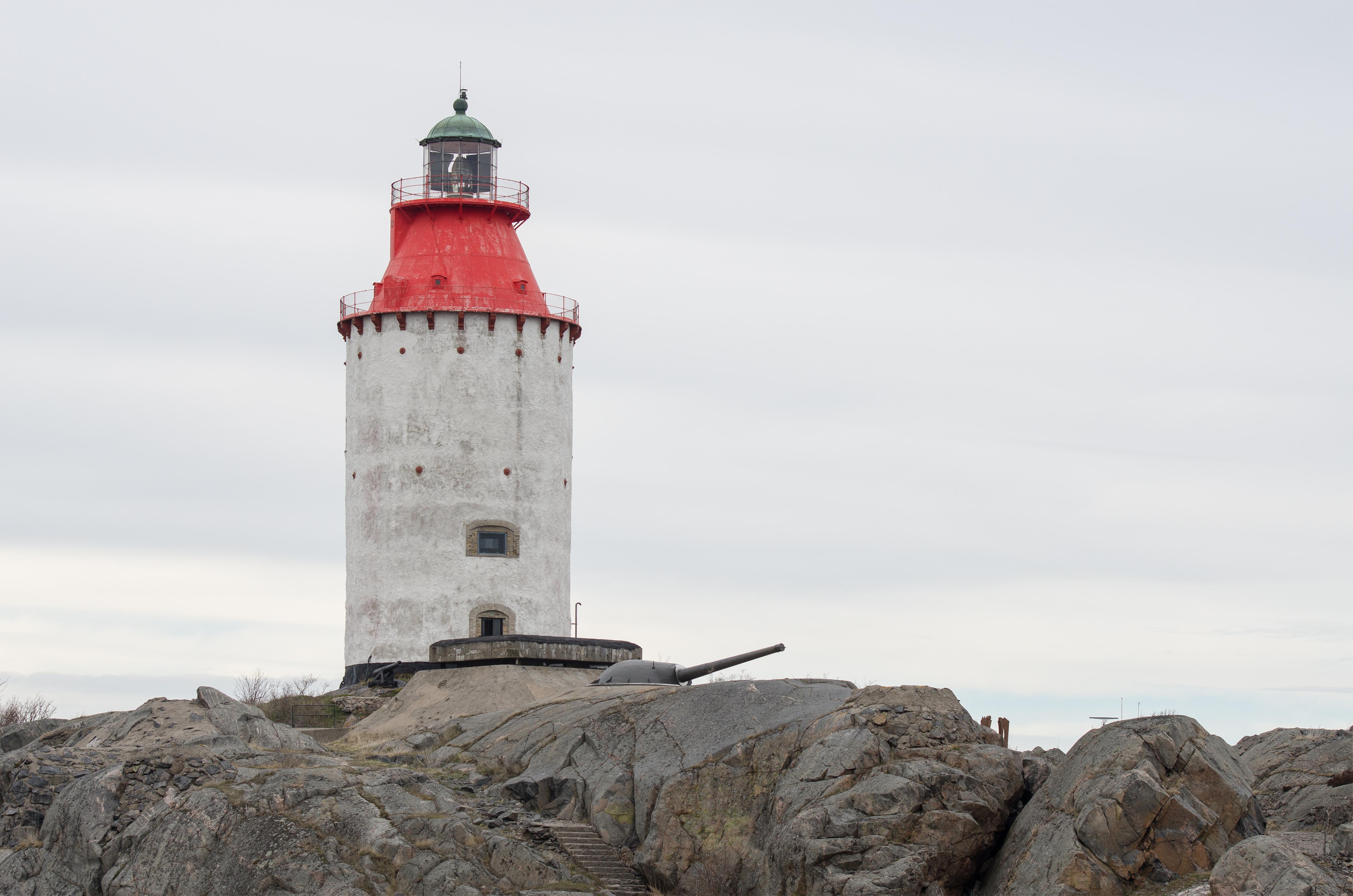
Landsorts fyr och 15,2 cm-batteriet på Landsort.

Riksväg 73 går från Nynäshamn norrut genom stora delar av kommunen och vidare till Stockholm. Arbete pågår att ge hela vägen motorvägsstandard. Detta beräknas vara färdigt 2011. Från Ösmo går länsväg 225 västerut via Sorunda till Södertälje. Sträckningen inom Nynäshamns kommun kallas följaktligen för Södertäljevägen. Österut från Ösmo går även Muskövägen med beteckning 539 genom Muskötunneln till Muskö i Haninge kommun.
Nynäsbanan löper i stora drag parallellt med Riksväg 73 från Nynäshamn norrut mot Haninge kommun och Stockholm. De stationer som ligger inom kommunen är söderifrån: Nynäshamn, Gröndalsviken, Nynäsgård, Ösmo och Segersäng.
Vid Landsort finns en lotsstation och här börjar två farleder som sedan går igenom kommunen. Dels Landsortsleden som via Danziger gatt och Mysingen når Stockholm och dels Södertäljeleden som via Himmerfjärden når Södertälje och Mälaren. Nynäshamns hamn som har ett flertal färjelinjer finns beskriven i artikeln om tätorten Nynäshamn. Landsort kan man nå med båt från Ankarudden i södra delen av kommunen. Dragets kanal är en kanal mellan fastlandet och ön Järflotta. Den har förlorat sin tidigare strategiska betydelse men är fortfarande en genväg för fritidsbåtar och en sevärdhet.

#### Utbildning
I Nynäshamns kommun finns det utbildning upp till och med gymnasienivå. I kommunen finns det tolv grundskolor och en gymnasieskola, Nynäshamns gymnasium. Dessutom finns det kulturskola, naturskola, kommunal vuxenutbildning som kallas Nynäshamns kompetensCentrum samt ett par friskolor.

## Befolkning

### Demografi

#### Befolkningsutveckling
Kommunen har 30 579 invånare (31 december 2024), vilket placerar den på 87:e plats avseende folkmängd bland Sveriges kommuner.
| Befolkningsutvecklingen i Nynäshamns kommun 1970–2020 | Befolkningsutvecklingen i Nynäshamns kommun 1970–2020 | Befolkningsutvecklingen i Nynäshamns kommun 1970–2020 | Befolkningsutvecklingen i Nynäshamns kommun 1970–2020 | Befolkningsutvecklingen i Nynäshamns kommun 1970–2020 |
| ----------------------------------------------------- | ----------------------------------------------------- | ----------------------------------------------------- | ----------------------------------------------------- | ----------------------------------------------------- |
|                                                       |                                                       |                                                       |                                                       |                                                       |
| År                                                    |                                                       |                                                       | Folkmängd                                             |                                                       |
| 1970                                                  | 1970                                                  |                                                       | 18 227                                                |                                                       |
| 1975                                                  | 1975                                                  |                                                       | 19 100                                                |                                                       |
| 1980                                                  | 1980                                                  |                                                       | 20 333                                                |                                                       |
| 1985                                                  | 1985                                                  |                                                       | 20 857                                                |                                                       |
| 1990                                                  | 1990                                                  |                                                       | 21 992                                                |                                                       |
| 1995                                                  | 1995                                                  |                                                       | 22 786                                                |                                                       |
| 2000                                                  | 2000                                                  |                                                       | 23 965                                                |                                                       |
| 2005                                                  | 2005                                                  |                                                       | 24 648                                                |                                                       |
| 2010                                                  | 2010                                                  |                                                       | 26 032                                                |                                                       |
| 2015                                                  | 2015                                                  |                                                       | 27 500                                                |                                                       |
| 2020                                                  | 2020                                                  |                                                       | 28 811                                                |                                                       |

#### Utländsk bakgrund
Den 31 december 2018 utgjorde antalet invånare med utländsk bakgrund (utrikes födda personer samt inrikes födda med två utrikes födda föräldrar) 6 364, eller 22,50 % av befolkningen (hela befolkningen: 28 290 den 31 december 2018). Den 31 december 2002 utgjorde antalet invånare med utländsk bakgrund enligt samma definition 3 178, eller 12,96 % av befolkningen (hela befolkningen: 24 528 den 31 december 2002).

#### Invånare efter de vanligaste födelseländerna
Följande länder är de 10 vanligaste födelseländerna för befolkningen i Nynäshamns kommun.
| Nr | Födelseland | Antal  | Andel (%) | Andel i hela riket |
| -- | ----------- | ------ | --------- | ------------------ |
| 1  | Sverige     | 23 830 | 79,32     | 79,61              |
| 2  | Polen       | 889    | 2,96      | 0,94               |
| 3  | Finland     | 603    | 2,01      | 1,26               |
| 4  | Syrien      | 346    | 1,15      | 1,88               |
| 5  | Irak        | 196    | 0,65      | 1,40               |
| 6  | Thailand    | 182    | 0,61      | 0,43               |
| 7  | Turkiet     | 170    | 0,57      | 0,53               |
| 8  | Afghanistan | 167    | 0,56      | 0,62               |
| 9  | Iran        | 139    | 0,46      | 0,81               |
| 10 | Somalia     | 132    | 0,44      | 0,66               |

## Kultur

### Kulturarv

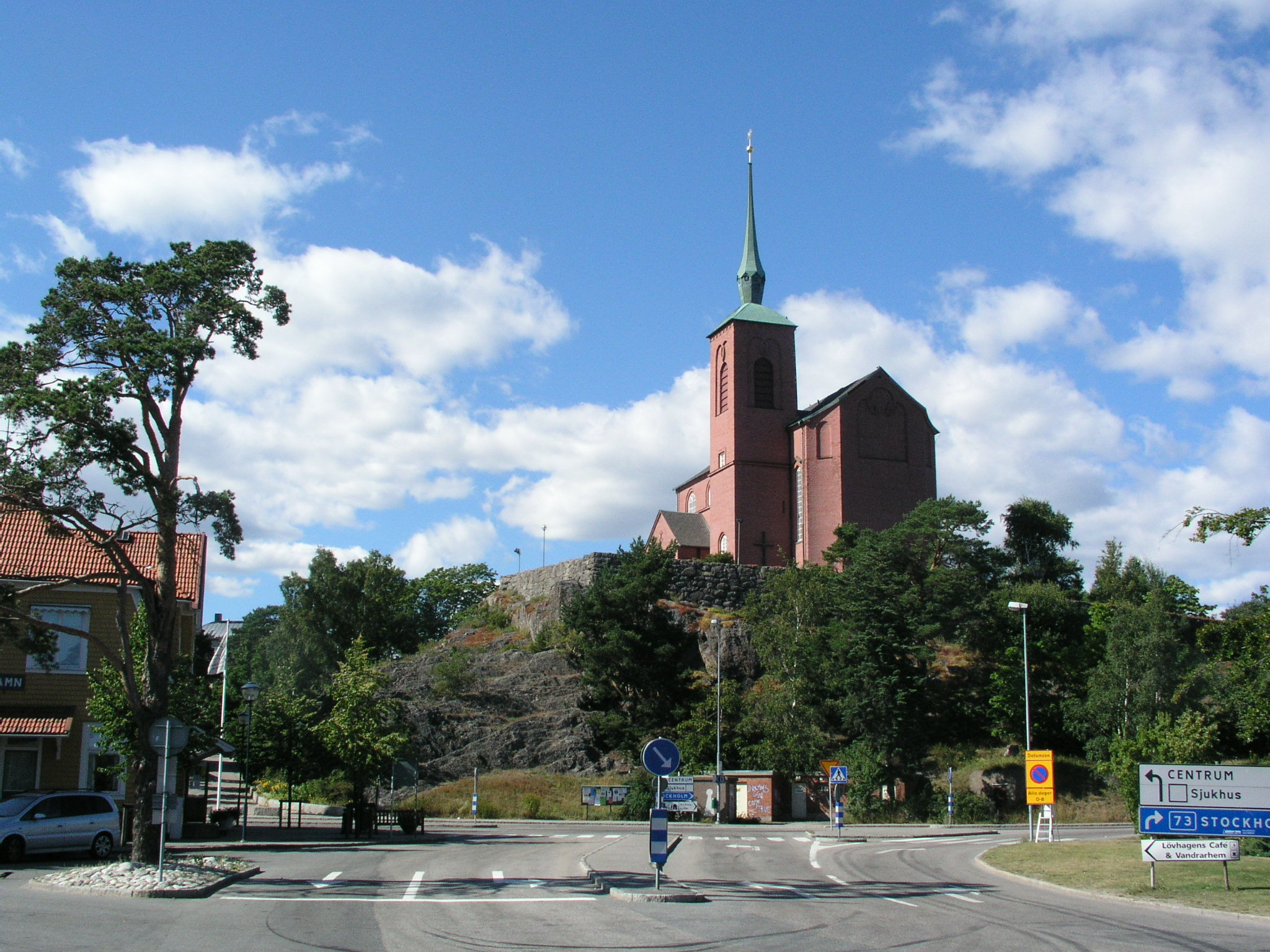
Utsikt mot Nynäshamns kyrka från hamnen

Bland kommunens kulturarv hittas fornlämningen Dragets kanal, som ursprungligen var ett sund. På 1800-talet muddrades och sprängdes området varefter sidor murades. Ett annat exempel är Batteri Järflotta som var en del av Havsbandslinjen. Den förklarades byggnadsminne 2006.
Land kyrkor märks Sorunda kyrka och Ösmo kyrka, båda invigdes på 1100-talet.

### Kommunvapen
Blasonering: I fält av silver ett svart ankare och däröveren av vågskura bildad röd ginstam, belagd med tre kugghjul av silver.
Vapnet är resultatet av en tävling och syftar på sjöfart och industri. Det fastställdes 1946 för Nynäshamns stad. Efter kommunbildningen registrades vapnet i PRV 1977. Även Sorunda kommun hade ett vapen.

Sorunda landskommun (1953–1970) Sorunda kommun (1971–1973)